# روبرت كوكس (لاعب كريكت)
روبرت كوكس (20 أغسطس 1967 في المملكة المتحدة - ) (بالإنجليزية: Rupert Cox)‏ هو لاعب كريكت بريطاني. لعب مع نادي مقاطعة هامبشاير للكريكت ‏.

## وصلات خارجية
- روبرت كوكس على موقع إي آس بي آن كريك إنفو (الإنجليزية)